# Atalanta (Bottiaea)
Atalanta  o Allante (greco: Αταλάντη, latino: Allantium) era un'antica città della regione storica della Bottiea nella Macedonia meridionale. La città si trovava probabilmente lungo il corso del fiume Axios.
Atalanta viene citata da Tucidide che la colloca a sud di Gortynia. Si tratta probabilmente della stessa città i cui abitanti detti Allantenses sono riportati nella lista dei popoli da Plinio in Naturalis Historia.